# Matias Varela
Louis Matias Karl Padin Varela (Stoccolma, 23 giugno 1980) è un attore svedese di origini spagnole.

## Filmografia

### Cinema
- Fröken Sverige, regia di Tova Magnusson (2004)
- Storm, regia di Måns Mårlind (2005)
- Stockholm Boogie, regia di John Lindgren (2005)
- Snabba cash, regia di Daniel Espinosa (2010)
- Snabba cash II, regia di Babak Najafi (2012)
- En gång i Phuketr, regia di Staffan Lindberg (2012)
- Snabba cash - Livet Delux, regia di Jens Jønsson (2013)
- Point Break, regia di Ericson Core (2015)
- Assassin's Creed, regia di Justin Kurzel (2016)

### Televisione
- Nya Tider - serie TV, 42 episodi (2000-2001)
- Covert Affairs - serie TV, episodio 2x11 (2011)
- Arne Dahl: Misterioso, regia di Harald Hamrell - film TV (2011)
- Arne Dahl: Ont blod, regia di Mani Maserrat Agah - film TV (2012)
- Arne Dahl: Upp till toppen av berget - miniserie TV (2012)
- Arne Dahl: De största vatten - miniserie TV (2012)
- Arne Dahl: Europa Blues - miniserie TV (2012)
- Omicidi tra i fiordi: L'occhio dello spettatore (Fjällbackamorden: I betraktarens öga) - film TV (2012)
- I Borgia (The Borgias) - serie TV, episodi 3x02-3x04-3x05 (2013)
- Ettor och nollor - serie TV, episodi 1x01-1x02 (2014)
- Narcos – serie TV, 10 episodi (2017)
- Narcos: Messico (Narcos: Mexico) – serie TV, 1 episodio (2020)
- Raised by Wolves - Una nuova umanità (Raised by Wolves) – serie TV, 12 episodi (2020-2022)

## Doppiatori italiani
Nelle versioni in italiano dei suoi lavori, Matias Varela è stato doppiato da:
- Ruggero Andreozzi ne I Borgia
- Francesco Meoni in Point Break
- Stefano Valli in Assassin's Creed
- Guido Di Naccio in Narcos
- Raffaele Carpentieri in Raised by Wolves - Una nuova umanità